# 蒂龍鎮區 (密歇根州肯特縣)
蒂龍鎮區（英語：Tyrone Township）是位於美國密歇根州肯特縣的一個行政鎮區。

## 地方資料
蒂龍鎮區的面積為94.17平方千米，當中陸地面積為93.55平方千米，而水域面積為0.62平方千米。根據2020年美國人口普查的數據，當地共有人口5021人，而人口密度為每平方千米53.32人。